# فهرست رمزارزها

ارزش بازار ارزهای دیجیتال از ۲۷ ژانویه ۲۰۱۸

پس از ایجاد بیت‌کوین، تعداد ارزهای دیجیتال موجود در اینترنت در حال افزایش است. این فهرستی از ارزهای دیجیتال قابل توجه است.

## ارزهای فعال بر اساس تاریخ معرفی

### قبل از ۲۰۱۳
| انتشار | یکای پول | نماد        | بنیانگذار (های)            | الگوریتم هش | زبان برنامه‌نویسی پیاده‌سازی | مکانیسم اجماع | یادداشت                                                                             |
| ------ | -------- | ----------- | -------------------------- | ----------- | -------------------------- | ------------- | ----------------------------------------------------------------------------------- |
| ۲۰۰۹   | بیت‌کوین  | BTC، XBT، ₿ | ساتوشی ناکاموتو            | اس‌اچ‌ای-۲    | C++                        | PoW           | اولین و پرکاربردترین ارز دفتر کل غیرمتمرکز، با بالاترین ارزش بازار.                 |
| ۲۰۱۱   | لایت‌کوین | LTC، Ł      | چارلی لی                   | اسکریپت     | C++                        | PoW           | یکی از اولین ارزهای رمزنگاری شده که از اسکریپت به عنوان یک الگوریتم هش استفاده کرد. |
| ۲۰۱۱   | نیم‌کوین  | NMC         | وینسنت دورهام              | اس‌اچ‌ای-۲    | C++                        | PoW           | همچنین به عنوان یک DNS غیرمتمرکز جایگزین عمل می‌کند.                                 |
| ۲۰۱۲   | پیرکوین  | PPC         | پادشاه آفتابی (نام مستعار) | اس‌اچ‌ای-۲    | C++                        | PoW & PoS     | اولین ارز دیجیتالی که از هر دو عملکرد PoW و PoS استفاده می‌کند.                      |

### ۲۰۱۳
| یکای پول  | نماد         | بنیانگذار (های)            | الگوریتم هش     | زبان برنامه‌نویسی پیاده‌سازی | مکانیسم اجماع | یادداشت |
| --------- | ------------ | -------------------------- | --------------- | -------------------------- | ------------- | --- |
| دوج‌کوین   | DOGE، XDG، Ð | جکسون پالمر و بیلی مارکوس  | اسکریپت         | C++                        | PoW           | بر اساس میم اینترنتی Doge.                                                                                    |
| گریدکوین  | GRC          | راب هالفورد                | اسکریپت         | C++                        | PoS غیرمتمرکز | مرتبط با علم شهروندی از طریق زیرساخت باز برکلی برای محاسبات شبکه                                              |
| پرایم‌کوین | XPM          | پادشاه آفتابی (نام مستعار) | 1CC / 2CC / TWN | تایپ‌اسکریپت، C++           | PoW           | از یافته‌های زنجیره‌های اصلی متشکل از زنجیره‌های کانینگهام و زنجیره‌های دوقلو برای اثبات کار استفاده می‌کند.       |
| ریپل      | XRP          | کریس لارسن و جد مک کالب    | ECDSA           | C++                        | «اجماع»       | طراحی شده برای انتقال بدهی همتا به همتا. مبتنی بر بیت کوین نیست.                                              |
| ان‌اکس‌تی   | NXT          | BCNext (نام مستعار)        | اس‌اچ‌ای-۲        | جاوا                       | PoS           | به‌طور خاص به عنوان یک پلت فرم انعطاف‌پذیر برای ساخت برنامه‌های کاربردی و خدمات مالی حول پروتکل آن طراحی شده‌است. |

### ۲۰۱۴
| یکای پول  | نماد | بنیانگذار (های)              | الگوریتم هش                               | زبان برنامه‌نویسی پیاده‌سازی | مکانیسم اجماع              | یادداشت                                                                                                 |
| --------- | ---- | ---------------------------- | ----------------------------------------- | -------------------------- | -------------------------- | --- |
| آروراکوین | AUR  | بالدور اودینسون (نام مستعار) | اسکریپت                                   | C++                        | PoW                        | ایجاد شده به عنوان ارز جایگزین برای ایسلند، در نظر گرفته شده برای جایگزینی کرون ایسلند.                 |
| دش        | DASH | ایوان دافیلد و کایل هاگان    | X11                                       | C++                        | PoW و اثبات خدمات          | یک ارز مبتنی بر بیت کوین که دارای تراکنش‌های فوری، مدیریت غیرمتمرکز و بودجه بندی، و تراکنش‌های خصوصی است. |
| نئو       | NEO  | دا هونگفی و اریک ژانگ        | اس‌اچ‌ای-۲ و RIPEMD160                      | سی شارپ                    | dBFT                       | ارز دیجیتال مبتنی بر چین، سهام سابق ANT و ANT Coins. نام‌ها در سال ۲۰۱۷ به NEO و GAS تغییر یافت.         |
| مازاکوین  | MZC  | BTC Oyate Initiative         | اس‌اچ‌ای-۲                                  | C++                        | PoW                        | نرم‌افزار زیربنایی از ارز دیجیتال دیگری به نام ZetaCoin مشتق شده‌است.                                     |
| مونرو     | XMR  | تیم هسته مونرو               | RandomX                                   | C++                        | PoW                        | سکه حریم خصوصی مبتنی بر پروتکل CryptoNote با پیشرفت‌هایی برای مقیاس پذیری و عدم تمرکز.                   |
| تیت‌کوین   | TIT  | ادوارد منسفیلد و ریچارد آلن  | اس‌اچ‌ای-۲                                  | تایپ‌اسکریپت، C++           | PoW                        | اولین ارز دیجیتالی که نامزد جایزه بزرگ صنعت بزرگسالان شد.                                               |
| ورج       | XVG  | سونروک                       | Scrypt، x17، groestl، blake2s و lyra2rev2 | C، C++                     | PoW                        | دارای تراکنش‌های ناشناس با استفاده از تور.                                                               |
| استلار    | XLM  | جد مک کالب                   | پروتکل اجماع ستاره‌ای (SCP)                | C، C++                     | پروتکل اجماع ستاره‌ای (SCP) | شبکه مالی جهانی غیرمتمرکز منبع باز.                                                                     |
| ورت‌کوین   | VTC  | دیوید مولر                   | Lyra2RE                                   | C++                        | PoW                        | هدف این است که در برابر ASIC مقاوم باشد.                                                                |

### ۲۰۱۵
| یکای پول      | نماد   | بنیانگذار (های)         | الگوریتم هش     | زبان برنامه‌نویسی پیاده‌سازی | مکانیسم اجماع       | یادداشت |
| ------------- | ------ | ----------------------- | --------------- | -------------------------- | ------------------- | --- |
| اتریوم        | ETH، Ξ | ویتالیک بوترین          | اتاش            | C++، گو                    | PoW، PoS            | از قراردادهای هوشمند کامل تورینگ پشتیبانی می‌کند.                                                                         |
| اتریوم کلاسیک | ETC    |                         | EtchHash/Thanos |                            | PoW                 | نسخه جایگزین اتریوم که بلاک چین آن هارد فورک DAO را شامل نمی‌شود. از قراردادهای هوشمند کامل تورینگ پشتیبانی می‌کند.        |
| نانو          | Nano   | کالین لمهیو             | بلاک ۲          | C++                        | رأی‌گیری باز نماینده | ارز دیجیتال غیرمتمرکز، بی‌احساس، منبع باز، همتا به همتا. ابتدا از ساختار Block Lattice استفاده کنید.                      |
| تتر           | USDT   | یان لودویکوس ون در ولده | Omnicore        |                            | PoW                 | تتر ادعا می‌کند که توسط دلار آمریکا با نسبت ۱ به ۱ پشتیبانی می‌شود. این شرکت نتوانسته ممیزی‌های وعده داده شده را ارائه دهد. |

### ۲۰۱۶
| یکای پول | نماد | بنیانگذار (های) | الگوریتم هش     | زبان برنامه‌نویسی پیاده‌سازی | مکانیسم اجماع | یادداشت |
| -------- | ---- | --------------- | --------------- | -------------------------- | ------------- | --- |
| فیرو     | FIRO | پورامین اینسوم  | اثبات درخت مرکل | C++                        | PoW           | اولین سیستم مالی که از اثبات دانش صفر برای محافظت از حریم خصوصی کاربران استفاده می‌کند. این اولین انتخابات در مقیاس بزرگ بلاک چین برای حزب دموکرات تایلند در سال ۲۰۱۸ انجام شد. |
| زی‌کش     | ZEC  | زوکو ویلکاکس    | Equihash        | C++                        | PoW           | اولین سیستم مالی باز و بدون مجوز که از امنیت دانش صفر استفاده می‌کند. |

### ۲۰۱۷
| یکای پول   | نماد   | بنیانگذار (های) | الگوریتم هش             | زبان برنامه‌نویسی پیاده‌سازی | مکانیسم اجماع  | یادداشت |
| ---------- | ------ | --------------- | ----------------------- | -------------------------- | -------------- | --- |
| بیت‌کوین کش | BCH    |                 | اس‌اچ‌ای-۲                |                            | PoW            | هارد فورک از بیت کوین، حداکثر اندازه بلوک را از ۱ مگابایت به ۸ مگابایت افزایش داد (تا تاریخ ۲۰۱۸ 32 مگابایت)   |
| ایوس آیو   | EOS    | دن لاریمر       |                         | وب‌اسمبلی، راست، C، C++     | PoS واگذار شده | پلت فرم قرارداد هوشمند Feeless برای برنامه‌های غیرمتمرکز و شرکت‌های مستقل غیرمتمرکز با زمان بلوک ۵۰۰ میلی ثانیه. |
| کاردانو    | ADA، ₳ | چارلز هاسکینسون | Ouroboros، الگوریتم PoS | هسکل                       | PoS            | یک پلتفرم بلاک چین اثبات سهام: از طریق روش‌های مبتنی بر شواهد و تحقیقات بازبینی شده توسعه یافته‌است.             |
| ترون       | TRX    | جاستین سان      |                         | جاوا، Solidity             |                | |

### ۲۰۱۸
| یکای پول | نماد | بنیانگذار (های) | الگوریتم هش | زبان برنامه‌نویسی پیاده‌سازی | مکانیسم اجماع | یادداشت                                           |
| -------- | ---- | --------------- | ----------- | -------------------------- | ------------- | ------------------------------------------------- |
| امبا‌کوین |      |                 |             |                            |               | ارز دیجیتال رسمی نهاد جدایی طلب کامرونی آمبازونیا |

### ۲۰۱۹
| یکای پول | نماد | بنیانگذار (های) | الگوریتم هش | زبان برنامه‌نویسی پیاده‌سازی | مکانیسم اجماع | یادداشت                                                                                              |
| -------- | ---- | --------------- | ----------- | -------------------------- | ------------- | --- |
| الگوراند | ALGO | سیلویو میکالی   |             | گو                         | PoS           | از یک تابع تصادفی قابل تأیید برای انتخاب تصادفی گروه‌هایی از کاربران برای تأیید بلوک‌ها استفاده می‌کند. |

### ۲۰۲۰
| یکای پول  | نماد | بنیانگذار (های) | الگوریتم هش | زبان برنامه‌نویسی پیاده‌سازی | مکانیسم اجماع | یادداشت |
| --------- | ---- | --------------- | ----------- | -------------------------- | ------------- | ------- |
| شیبا اینو | SHIB | ریوشی           |             |                            | PoS           |         |

### ۲۰۲۱
| یکای پول          | نماد     | بنیانگذار (های)                  | الگوریتم هش | زبان برنامه‌نویسی پیاده‌سازی | مکانیسم اجماع | یادداشت                                                                                      |
| ----------------- | -------- | -------------------------------- | ----------- | -------------------------- | ------------- | -------------------------------------------------------------------------------------------- |
| دسو               | DESO     | نادر الناجی (معروف به دست‌ الماس) |             | گو                         | PoW           | همچنین یک پلت فرم رسانه اجتماعی، شبیه توئیتر. تا سپتامبر ۲۰۲۱ به عنوان بیت‌کلاوت شناخته می‌شد. |
| SafeMoon          | SAFEMOON | SafeMoon LLC                     |             | Solidity                   | PoW           |                                                                                              |
| کامپیوتر اینترنتی | ICP      | دومینیک ویلیامز، بنیاد DFINITY   |             | راست                       |               |                                                                                              |

## ارزهای غیرفعال
| انتشار            | یکای پول | نماد      | بنیانگذار (های)               | الگوریتم هش | زبان برنامه‌نویسی پیاده‌سازی | بلاک چین ارزهای دیجیتال (PoS، PoW یا موارد دیگر) | یادداشت |
| ----------------- | -------- | --------- | ----------------------------- | ----------- | -------------------------- | ------------------------------------------------ | --- |
| ۲۰۱۴              | سکه‌ای    | KOI، COYE |                               | اسکریپت     |                            | PoW                                              | کانیه وست از هنرمند هیپ هاپ آمریکایی به عنوان طلسم خود استفاده کرد، پس از طرح دعوی علامت تجاری رها شد.                     |
| ۲۰۱۵ یا قبل از آن | وان‌کوین  |           | روجا ایگناتوا و استفن گرینوود |             |                            |                                                  | یک طرح پونزی که به عنوان یک ارز رمزنگاری شده تبلیغ می‌شود.                                                                  |
| ۲۰۱۷              | بیت‌کانکت | BCC       |                               |             |                            |                                                  | بیت‌کانکت به عنوان یک پلت فرم متن باز، بیت کوین و جامعه رمزنگاری همه در یک توصیف شد، اما بعداً مشخص شد که یک طرح پونزی است.  |
| ۲۰۱۸              | کداک‌کوین |           | کداک و WENN دیجیتال           | اتاش        |                            |                                                  | کداک‌کوین یک ارز دیجیتال بلاک چین «عکاسی محور» است که برای پرداخت برای صدور مجوز عکس‌ها استفاده می‌شود.                       |
| ۲۰۱۸              | پترو     |           | دولت ونزوئلا                  | onixCoin    | C++                        |                                                  | نیکلاس مادورو اعلام کرد که توسط ذخایر نفت ونزوئلا حمایت می‌شود. تا تاریخ اوت ۲۰۱۸ به نظر نمی‌رسد که به عنوان یک ارز عمل کند. |

## یادداشت
1. ↑  مشخص نیست که نام «ساتوشی ناکاموتو» واقعی است یا مستعار، همچنین مشخص نیست که آیا این نام یک فرد یا یک گروه را نشان می دهد.
2. ↑  Via Masternodes containing 1000 DASH held as collateral for "Proof of Service". Through an automated voting mechanism, one Masternode is selected per block and receives 45% of mining rewards.